# Acroclita
Acroclita is een geslacht van vlinders uit de familie van de bladrollers (Tortricidae). De wetenschappelijke naam van dit geslacht is voor het eerst voorgesteld door Julius Lederer in een publicatie uit 1859.
De typesoort is Paedisca arctana Staudinger, 1859

## Soorten
- A. acromochla Turner, 1946
- A. albifusa Turner, 1946
- A. altivaga Meyrick, 1926
- A. anachastopa Meyrick, 1934
- A. anelpista Diakonoff & Wolff, 1976
- A. anguillana (Meyrick, 1881)
- A. artifica Meyrick, 1911
- A. atacta Turner, 1946
- A. belinda Meyrick, 1912
- A. biscissana (Meyrick, 1881)
- A. bryomorpha Meyrick, 1931
- A. bryopa Meyrick, 1911
- A. calvifrons (Walsingham, 1892)
- A. capyra Meyrick, 1911
- A. catharoptis Lower, 1916
- A. catharotorna Meyrick, 1935
- A. causterias Meyrick, 1927
- A. celaeno Razowski & Bassi, 2018[2]
- A. clarissa Meyrick, 1921
- A. colonata Meyrick, 1911
- A. commatica Turner, 1946
- A. confusa Turner, 1925
- A. convallensis Walsingham, 1908
- A. convergens Meyrick, 1930
- A. corinthia Meyrick, 1912
- A. coronopa Meyrick, 1911
- A. cryptiolitha Fletcher, 1940
- A. cheradota Meyrick, 1912
- A. dejiciens Meyrick, 1932
- A. dissoplaca Meyrick, 1936
- A. elaeagnivora Oku, 1979
- A. erythana (Meyrick, 1881)
- A. erythrotypa Turner, 1946
- A. esmeralda Meyrick, 1912
- A. euphylla Meyrick, 1926
- A. fidana (Meyrick, 1881)
- A. granitalis (Butler, 1881)
- A. guanchana Walsingham, 1908
- A. gumicola Oku, 1979
- A. hemiochra Turner, 1946
- A. hercoptila Meyrick, 1927
- A. hibbertiana (Meyrick, 1881)
- A. himerodana (Meyrick, 1881)
- A. historica Meyrick, 1920
- A. hortaria Meyrick, 1911
- A. infectana (Meyrick, 1881)
- A. ioxanthas Meyrick, 1930
- A. ischalae Meyrick, 1911
- A. klimeschi Diakonoff, 1985
- A. lithoxoa Diakonoff, 1950
- A. liturata Turner, 1925
- A. longestriata (Durrant, 1891)
- A. loxoplecta Meyrick, 1935
- A. macroma Turner, 1918
- A. macrosaris (Meyrick, 1938)
- A. madeus Meyrick, 1921
- A. mesoscia Meyrick, 1911
- A. neaera Meyrick, 1912
- A. neothela Turner, 1916
- A. nigrovenana Kuznetsov, 1988
- A. nimbata Turner, 1946
- A. notophthalma Meyrick, 1933
- A. ochronota Turner, 1925
- A. ochropepla Turner, 1926
- A. ochrophara Turner, 1946
- A. paulina Meyrick, 1925
- A. peltosema (Lower, 1908)
- A. perspectana (Walker, 1863)
- A. pertracta Diakonoff, 1989
- A. philobrya Meyrick, 1920
- A. philpaodes (Meyrick, 1910)
- A. polybalia Turner, 1946
- A. prasinissa Meyrick, 1921
- A. pseustis Meyrick, 1911
- A. quietana (Meyrick, 1881)
- A. rubrisignis Turner, 1946
- A. scatebrosa (Meyrick, 1912)
- A. sciodelta Meyrick, 1922
- A. seditosana (Meyrick, 1881)
- A. segetana (Meyrick, 1881)
- A. sonchana Walsingham, 1908
- A. spiladorma Meyrick, 1932
- A. stenoglypha Diakonoff, 1971
- A. stilpna Turner, 1925
- A. subsequana (Herrich-Schäffer, 1851)
- A. synomotis Meyrick, 1911
- A. thalassinana (Meyrick, 1881)
- A. thysanota Meyrick, 1912
- A. tothastis Meyrick, 1911
- A. trachynota Meyrick, 1926
- A. trichocnemis Meyrick, 1914
- A. vigescens Meyrick, 1920
- A. volutana (Meyrick, 1881)